# トゥデラ大聖堂
トゥデラ大聖堂（スペイン語: Catedral de Tudela）は、スペイン・ナバーラ州トゥデラにあるローマ・カトリックの大聖堂。正式名称はサンタ・マリア大聖堂（スペイン語: Catedral de Santa Maria）。

## 地位
もともと協同教会として建設されたが、1783年にトゥデラ司教区が設置された際に大聖堂（カテドラル）の地位を与えられた。トゥデラ司教区は1783年から1851年まで存在し、また1889年から1956年まで存在した。現在はパンプローナ大聖堂とともにパンプローナ＝トゥデラ大司教区の共同司教座聖堂である。

## 歴史
アラゴン王アルフォンソ1世がトゥデラを再征服したのは1119年のことである。それまでのトゥデラはイスラーム教徒の勢力下にあり、イスラーム教・キリスト教・ユダヤ教の3つの宗教のコミュニティが存在していたが、レコンキスタによってイスラーム教徒は城壁の外側に居住することを余儀なくされた。イスラーム教のモスクはカトリック教会に引き渡され、1168年にはロマネスク建築によるこの協同教会の建設が開始された。建設工事は1270年まで続き、身廊と礼拝堂はゴシック建築で建設された。
1884年には国定史跡に指定された。1931年には重要文化財(BIC)に指定された。21世紀初頭には修復工事が行われ、2006年7月16日に完了した。

## ギャラリー

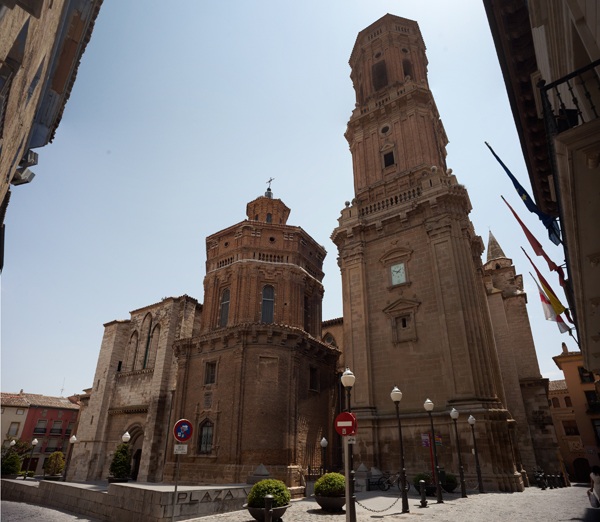
全景
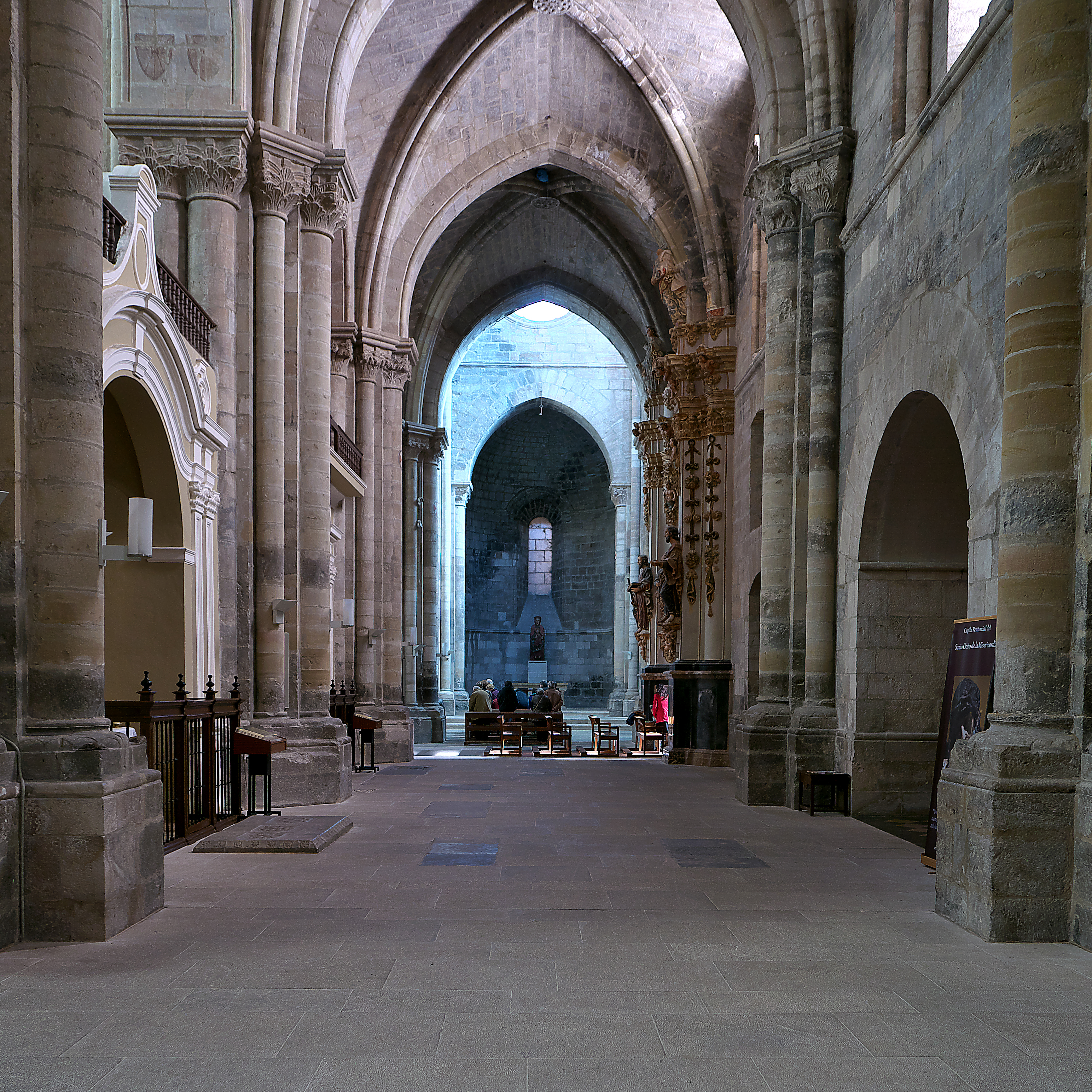
内部